# Gautier Sabrià
Gautier Sabrià   (Perpinyà, 1988) és un antropòleg i sociòleg nord-català especialitzat en qüestions de nacionalismes i polítiques urbanes. És també un analista habitual de l'actualitat de la Catalunya del Nord en diferents mitjans com ara Ràdio Arrels, Directa o El Temps.